# Nati nel 1862
| Questa pagina contiene informazioni ricavate automaticamente dalle voci biografiche con l'ausilio del template Bio e di un bot. L'aggiornamento è periodico e automatico e ricostruisce completamente la pagina. Se manca una persona in questa lista, sei pregato di non aggiungerla, ma accertati piuttosto che la sua voce biografica contenga il template Bio e che i dati anagrafici siano correttamente compilati. Se il template Bio manca, inseriscilo tu stesso o, in alternativa, metti l'avviso {{tmp\|Bio}} che ne segnala la mancanza. Se i dati riportati sono sbagliati, correggi direttamente la voce biografica; le modifiche saranno visibili in questa lista entro pochi giorni. Per chiarimenti vedi il progetto biografie. La lista contiene solo le 635 persone che sono citate nell'enciclopedia e per le quali è stato implementato correttamente il template Bio. Pagina aggiornata al 18 ago 2025. |

## Gennaio(49)
- 1º gennaio - Heinrich Braun, chirurgo tedesco († 1934)
- 1º gennaio - Vasilij Ivanovič Denisov, pittore polacco († 1922)
- 1º gennaio - Baccio Malatesta, scrittore e pubblicista italiano
- 1º gennaio - Italo Pozzato, politico italiano († 1949)
- 1º gennaio - Joe Warbrick, rugbista a 15 neozelandese († 1903)
- 2 gennaio - Michail Dolivo-Dobrovol'skij, ingegnere e inventore russo († 1919)
- 2 gennaio - Claudio Fermi, biochimico e microbiologo italiano († 1952)
- 3 gennaio - Max Littmann, architetto tedesco († 1931)
- 4 gennaio - Teodoro Cutolo, imprenditore italiano († 1932)
- 6 gennaio - August Oetker, farmacista e imprenditore tedesco († 1918)
- 7 gennaio - Pietro II Moncada di Paternò, nobile e imprenditore italiano († 1920)
- 7 gennaio - Umberto Silvagni, giornalista e politico italiano († 1941)
- 7 gennaio - Cora Slocomb, educatrice e filantropa statunitense († 1944)
- 7 gennaio - Kate Sperrey, pittrice neozelandese († 1893)
- 8 gennaio - Joseph Déchelette, archeologo francese († 1914)
- 8 gennaio - Frank Doubleday, editore statunitense († 1934)
- 8 gennaio - Giuseppe Facchinetti Pulazzini, magistrato e politico italiano († 1952)
- 9 gennaio - Guglielmo Andreoli, pianista, violinista e compositore italiano († 1932)
- 9 gennaio - Ernesto Bozzano, parapsicologo italiano († 1943)
- 9 gennaio - Arturo Reggio, scacchista e compositore di scacchi italiano († 1917)
- 11 gennaio - Joseph Nelson Rose, botanico statunitense († 1928)
- 13 gennaio - Arisugawa Takehito, militare giapponese († 1913)
- 13 gennaio - Elizabeth Caland, pianista tedesca († 1929)
- 16 gennaio - Bajram Curri, politico albanese († 1925)
- 16 gennaio - Virginia Reiter, attrice teatrale italiana († 1937)
- 18 gennaio - George Blake, allenatore di calcio e calciatore inglese († 1912)
- 18 gennaio - Giuseppe Gabbiani, pittore italiano († 1939)
- 20 gennaio - Karl von Tubeuf, micologo tedesco († 1941)
- 21 gennaio - Arthur J. Jefferson, attore teatrale e regista teatrale britannico († 1949)
- 22 gennaio - Vito Cascio Ferro, mafioso italiano († 1943)
- 22 gennaio - Loïe Fuller, danzatrice e attrice teatrale statunitense († 1928)
- 22 gennaio - Emanuele Vittorio Parodi, armatore e imprenditore italiano († 1945)
- 23 gennaio - Anton Delbrück, psichiatra tedesco († 1944)
- 23 gennaio - David Hilbert, matematico tedesco († 1943)
- 23 gennaio - Frank Shuman, ingegnere statunitense († 1918)
- 24 gennaio - Edith Wharton, scrittrice e poetessa statunitense († 1937)
- 24 gennaio - Alfonso di Baviera, generale tedesco († 1933)
- 25 gennaio - Henry Walter Barnett, fotografo australiano († 1934)
- 27 gennaio - Cesare De Titta, poeta italiano († 1933)
- 27 gennaio - Eustaquio de Escandón, giocatore di polo messicano († 1933)
- 27 gennaio - Karl Hermann Wolf, politico, editore e scrittore ceco († 1941)
- 28 gennaio - Umberto Fracassini, storico e presbitero italiano († 1950)
- 28 gennaio - Giuseppe Vanni, fisico e inventore italiano († 1934)
- 29 gennaio - Frederick Delius, compositore inglese († 1934)
- 30 gennaio - Walter Damrosch, compositore e direttore d'orchestra tedesco († 1950)
- 30 gennaio - George MacDonald, numismatico e archeologo britannico († 1940)
- 31 gennaio - Alberto Cavaciocchi, generale italiano († 1925)
- 31 gennaio - Eugène Gaillard, designer francese († 1933)
- 31 gennaio - Vincenzo Maria Pintorno, direttore d'orchestra e flautista italiano († 1968)

## Febbraio(43)
- 1º febbraio - Cecilio Báez, giornalista e politico paraguaiano († 1941)
- 2 febbraio - Antoni Maria Alcover i Sureda, scrittore spagnolo († 1932)
- 2 febbraio - Émile Coste, schermidore francese († 1927)
- 3 febbraio - Joaquín Dicenta, drammaturgo, scrittore e giornalista spagnolo († 1917)
- 3 febbraio - Abel Hermant, scrittore e drammaturgo francese († 1950)
- 3 febbraio - James Clark McReynolds, politico e avvocato statunitense († 1946)
- 3 febbraio - Mabel St Clair Stobart, attivista britannica († 1954)
- 4 febbraio - Hjalmar Hammarskjöld, giurista e politico svedese († 1953)
- 5 febbraio - Raymond de Dalmas, ornitologo, aracnologo e nobile francese († 1930)
- 5 febbraio - Aleksander Kakowski, cardinale e arcivescovo cattolico polacco († 1938)
- 6 febbraio - Joseph Friedrich Nicolaus Bornmüller, botanico tedesco († 1948)
- 6 febbraio - Georg Wilhelm Degode, pittore e fotografo tedesco († 1931)
- 7 febbraio - Edward Granville Browne, iranista britannico († 1926)
- 7 febbraio - Sante De Sanctis, psichiatra e psicologo italiano († 1935)
- 7 febbraio - Henri Konow, ammiraglio e politico danese († 1939)
- 8 febbraio - Edward Elkas, attore statunitense († 1933)
- 8 febbraio - Károly Ferenczy, pittore ungherese († 1917)
- 10 febbraio - Émile Topsent, biologo francese († 1951)
- 12 febbraio - Ovide Charlebois, vescovo cattolico e missionario canadese († 1933)
- 12 febbraio - Thomas Cullinan, imprenditore e politico sudafricano († 1936)
- 12 febbraio - Ettore Fenderl, ingegnere, inventore e filantropo italiano († 1966)
- 14 febbraio - Okakura Kakuzō, scrittore giapponese († 1913)
- 14 febbraio - Agnes Pockels, chimica tedesca († 1935)
- 16 febbraio - Miquel Utrillo, ingegnere, pittore e decoratore spagnolo († 1934)
- 17 febbraio - Gustave Glotz, storico francese († 1935)
- 17 febbraio - Mori Ōgai, scrittore giapponese († 1922)
- 17 febbraio - Eugen Schmidt, tiratore di fune, tiratore a segno e velocista danese († 1931)
- 18 febbraio - Hans Larsson, filosofo e saggista svedese († 1944)
- 18 febbraio - Ermenegildo Pistelli, presbitero, filologo classico e glottologo italiano († 1927)
- 18 febbraio - Albert Welti, pittore e incisore svizzero († 1912)
- 20 febbraio - Luigi Basso, politico italiano († 1950)
- 20 febbraio - Alexander Ludovic Duff, ammiraglio inglese († 1933)
- 20 febbraio - Émile Fisseux, arciere francese († 1916)
- 20 febbraio - Clement Mitchell, calciatore e crickettista inglese († 1937)
- 20 febbraio - Edward O'Connor, attore irlandese († 1932)
- 21 febbraio - Cleonte Chinarelli, scultore e decoratore italiano († 1940)
- 22 febbraio - Hulda Garborg, scrittrice, drammaturga e poetessa norvegese († 1934)
- 22 febbraio - Louise Dumont, attrice e direttrice teatrale tedesca († 1932)
- 22 febbraio - Regina di Luanto, scrittrice italiana († 1914)
- 24 febbraio - Cesare Vianello, pittore italiano († 1953)
- 27 febbraio - Alfredo Gabrielli, generale italiano († 1948)
- 27 febbraio - Anastasios Metaxas, architetto e tiratore a segno greco († 1937)
- 28 febbraio - Albert Joseph Pénot, pittore francese († 1930)

## Marzo(57)
- 4 marzo - Jacob Robert Emden, astrofisico, matematico e meteorologo svizzero († 1940)
- 5 marzo - Siegbert Tarrasch, scacchista tedesco († 1934)
- 6 marzo - Enrico Boggio Lera, fisico e matematico italiano († 1956)
- 6 marzo - Alfred Douglas-Hamilton, XIII duca di Hamilton, nobile scozzese († 1940)
- 6 marzo - Camillo Montalcini, funzionario italiano († 1948)
- 7 marzo - Ernest Dupré, psichiatra e psicologo francese († 1921)
- 7 marzo - Juan Martínez Abades, pittore spagnolo († 1920)
- 7 marzo - Josef Strzygowski, storico dell'arte tedesco († 1941)
- 8 marzo - Angelo De Carlini, naturalista italiano († 1911)
- 9 marzo - Eduard Lebiedzki, pittore austriaco († 1915)
- 9 marzo - Nikolaj Kornil'evič Pimonenko, pittore ucraino († 1912)
- 9 marzo - Georges-Fernand Widal, medico e batteriologo francese († 1929)
- 11 marzo - Albert Tournaire, architetto francese († 1958)
- 12 marzo - Alfredo Peri-Morosini, vescovo cattolico svizzero († 1931)
- 14 marzo - Vilhelm Bjerknes, fisico norvegese († 1951)
- 14 marzo - Giuseppe Crivelli Serbelloni, politico e nobile italiano († 1918)
- 14 marzo - Albert Ehrhard, teologo tedesco († 1940)
- 15 marzo - Harry Holman, attore statunitense († 1947)
- 16 marzo - Cecil Haig, schermidore britannico († 1947)
- 16 marzo - Wil van Gogh, insegnante e attivista olandese († 1941)
- 17 marzo - Dina Barberini, soprano italiana († 1932)
- 17 marzo - Silvio Gesell, mercante, economista e anarchico tedesco († 1930)
- 17 marzo - Charles Laval, pittore francese († 1894)
- 17 marzo - Karl Seidensacher, ammiraglio austriaco († 1938)
- 17 marzo - Eva Tetrazzini, soprano italiano († 1938)
- 18 marzo - Salvatore Bella, vescovo cattolico italiano († 1922)
- 18 marzo - Dorr E. Felt, inventore e imprenditore statunitense († 1930)
- 18 marzo - Eugène Jansson, pittore svedese († 1915)
- 19 marzo - Arturo Cozzaglio, geologo e ingegnere italiano († 1950)
- 19 marzo - Adolf Kneser, matematico tedesco († 1930)
- 19 marzo - Matilde di Sassonia, principessa tedesca († 1933)
- 19 marzo - Ruggero Panerai, pittore e illustratore italiano († 1923)
- 21 marzo - Arthur Carnell, tiratore a segno britannico († 1940)
- 21 marzo - Cesare Poma, diplomatico, numismatico e storico italiano († 1932)
- 23 marzo - Angelo Canossi, poeta e viaggiatore italiano († 1943)
- 23 marzo - William Lawrence Chittenden, poeta statunitense († 1934)
- 23 marzo - Alfred Dührssen, ginecologo tedesco († 1933)
- 23 marzo - Tor Hedberg, scrittore svedese († 1931)
- 23 marzo - Gustav Maršal Petrovský, scrittore e giornalista slovacco († 1916)
- 23 marzo - Napoleone Passerini, agronomo e botanico italiano († 1951)
- 23 marzo - Gabriela Preissová, scrittrice e drammaturga ceca († 1946)
- 23 marzo - Nathaniel Reed, criminale e pistolero statunitense († 1950)
- 23 marzo - Eduard Study, matematico tedesco († 1930)
- 24 marzo - Vittorio Faustini, politico italiano († 1917)
- 24 marzo - Frank Weston Benson, pittore statunitense († 1951)
- 25 marzo - May Morris, artigiana e insegnante britannica († 1938)
- 25 marzo - Maurice d'Ocagne, matematico e ingegnere francese († 1938)
- 26 marzo - Osvaldo Orsi, agronomo italiano († 1944)
- 27 marzo - Arturo Berutti, compositore e musicista argentino († 1938)
- 28 marzo - Angelo Battelli, fisico e politico italiano († 1916)
- 28 marzo - Aristide Briand, politico e diplomatico francese († 1932)
- 28 marzo - Annibale Vigna, avvocato e politico italiano († 1924)
- 30 marzo - Umberto Benigni, presbitero, storico e giornalista italiano († 1934)
- 30 marzo - Juana María Condesa Lluch, religiosa spagnola († 1916)
- 30 marzo - Victorin-Hippolyte Jasset, regista e sceneggiatore francese († 1913)
- 30 marzo - Leonard James Rogers, matematico britannico († 1933)
- 31 marzo - Claude Augustus Swanson, politico statunitense († 1939)

## Aprile(51)
- 1º aprile - Carl Charlier, astronomo svedese († 1934)
- 2 aprile - Giovanni Battista Arista, vescovo cattolico italiano († 1920)
- 2 aprile - Nicholas Murray Butler, filosofo, diplomatico e politico statunitense († 1947)
- 2 aprile - Bryan Mahon, militare e politico irlandese († 1930)
- 4 aprile - Wilhelm Altmann, storico e musicologo tedesco († 1951)
- 4 aprile - Robert King, calciatore inglese († 1950)
- 4 aprile - Leonid Osipovič Pasternak, pittore russo († 1945)
- 5 aprile - Louis Ganne, compositore e direttore d'orchestra francese († 1923)
- 5 aprile - Clemente Grimaldi, agronomo, botanico e politico italiano († 1915)
- 5 aprile - Vincenzo Jerace, scultore e decoratore italiano († 1947)
- 5 aprile - Leo Stern, violoncellista inglese († 1904)
- 5 aprile - Albert Chevallier Tayler, pittore inglese († 1925)
- 6 aprile - Georges Darien, scrittore francese († 1921)
- 6 aprile - Nikolaj Michajlovič Knipovič, ittiologo e oceanografo sovietico († 1939)
- 8 aprile - Jean-Arthur Chollet, arcivescovo cattolico francese († 1952)
- 8 aprile - Albert Rockwell, inventore, filantropo e imprenditore statunitense († 1925)
- 9 aprile - Henry Tonks, pittore e insegnante britannico († 1937)
- 11 aprile - Adeline Boutain, fotografa francese († 1946)
- 11 aprile - William Wallace Campbell, astronomo statunitense († 1938)
- 11 aprile - Heinrich Cunow, politico, sociologo e giornalista tedesco († 1936)
- 11 aprile - Richard Austin Freeman, scrittore e medico britannico († 1943)
- 11 aprile - Charles Evans Hughes, giurista e politico statunitense († 1948)
- 12 aprile - Giacomo Vigliani, prefetto e politico italiano († 1942)
- 13 aprile - Ahmad II ibn Ali, sovrano tunisino († 1942)
- 13 aprile - Carlo Zucchini, nobile e politico italiano († 1928)
- 14 aprile - Giuseppe Brentano, architetto italiano († 1889)
- 14 aprile - Vittorio Cordero di Montezemolo, generale e aviatore italiano († 1950)
- 14 aprile - Vojislav Ilić, poeta serbo († 1894)
- 14 aprile - Arthur von Rosthorn, diplomatico, sinologo e nobile austriaco († 1945)
- 14 aprile - Pëtr Arkad'evič Stolypin, politico russo († 1911)
- 15 aprile - Amico Bignami, medico italiano († 1929)
- 16 aprile - Georgij Ivanovič Čelpanov, psicologo e filosofo ucraino († 1936)
- 17 aprile - Arnaldo Ferraguti, pittore, incisore e illustratore italiano († 1925)
- 21 aprile - Fulvio Riccieri, generale italiano († 1917)
- 21 aprile - François-Léon Sicard, scultore francese († 1934)
- 21 aprile - John Borland Thayer, imprenditore statunitense († 1912)
- 22 aprile - Hayden Coffin, cantante e attore inglese († 1935)
- 24 aprile - Arthur Christopher Benson, saggista, poeta e scrittore inglese († 1925)
- 24 aprile - Gaston Bussière, pittore e illustratore francese († 1928)
- 24 aprile - Cyril Maude, attore e direttore teatrale inglese († 1951)
- 25 aprile - Giovanni Antonio Campostrini, ingegnere e politico italiano († 1927)
- 25 aprile - Ubaldo Ceccarelli, basso italiano
- 25 aprile - Edward Grey, politico britannico († 1933)
- 26 aprile - Giulio Cesare Buzzati, giurista italiano († 1920)
- 26 aprile - Alfred Krauß, generale e politico austriaco († 1938)
- 26 aprile - Niels Thorkild Rovsing, chirurgo danese († 1927)
- 26 aprile - Edmund Tarbell, pittore statunitense († 1938)
- 27 aprile - Johannes Otto Kehr, chirurgo tedesco († 1916)
- 27 aprile - Rudolph Schildkraut, attore austriaco († 1930)
- 28 aprile - Vittorio Pica, scrittore e critico d'arte italiano († 1930)
- 29 aprile - Vittorio Maria Vanzo, direttore d'orchestra, pianista e compositore italiano († 1945)

## Maggio(39)
- 1º maggio - Pompeo Bettini, scrittore, drammaturgo e poeta italiano († 1896)
- 1º maggio - Marcel Prévost, scrittore, drammaturgo e giornalista francese († 1941)
- 2 maggio - Maurice Emmanuel, compositore francese († 1938)
- 4 maggio - Romeo Antoniazzi, liutaio italiano († 1925)
- 4 maggio - Enrico Caviglia, generale e politico italiano († 1945)
- 5 maggio - Giuseppe Bellini, avvocato e politico italiano († 1932)
- 5 maggio - Niko Pirosmani, pittore georgiano († 1918)
- 7 maggio - Harry Grove, tennista britannico († 1896)
- 7 maggio - Siegfried Kalischer, neurologo tedesco († 1954)
- 7 maggio - Nevil Macready, militare e politico britannico († 1946)
- 8 maggio - Amando Bahlmann, vescovo cattolico tedesco († 1939)
- 11 maggio - Cesare Sili, imprenditore e politico italiano († 1943)
- 13 maggio - Camillo Pace, pastore protestante italiano († 1948)
- 15 maggio - Cassius Jackson Keyser, matematico statunitense († 1947)
- 15 maggio - Arthur Schnitzler, medico, scrittore e drammaturgo austriaco († 1931)
- 16 maggio - Bonaventura Bassegoda i Amigó, scrittore e architetto spagnolo († 1940)
- 16 maggio - Margaret Fountaine, entomologa inglese († 1940)
- 18 maggio - Josephus Daniels, politico e editore statunitense († 1948)
- 19 maggio - João do Canto e Castro, politico portoghese († 1934)
- 19 maggio - Gino Loria, matematico italiano († 1954)
- 20 maggio - Constant-Désiré Despradelle, architetto francese († 1912)
- 22 maggio - Enrico Adelelmo Brunetti, musicista e entomologo britannico († 1927)
- 22 maggio - William Holden, attore statunitense († 1932)
- 22 maggio - Hans Schmaus, patologo tedesco († 1905)
- 23 maggio - Hermann Gunkel, biblista tedesco († 1932)
- 23 maggio - Dummy Hoy, giocatore di baseball statunitense († 1961)
- 24 maggio - Gavino Cano, zoologo e naturalista italiano († 1895)
- 24 maggio - Karl Kailer von Kaltenfels, ammiraglio austriaco († 1917)
- 26 maggio - Enrico Burci, chirurgo italiano († 1933)
- 26 maggio - Bernardino Feliciangeli, storico italiano († 1921)
- 27 maggio - Charles Brandt, attore statunitense († 1924)
- 27 maggio - Giuseppe Vittorio Cerini, scultore italiano († 1935)
- 27 maggio - Hermann Obrist, scultore svizzero († 1927)
- 28 maggio - Vittorio Cottafavi, politico italiano († 1925)
- 28 maggio - Theodor Fischer, scultore, architetto e urbanista tedesco († 1938)
- 28 maggio - Henry Slocum, tennista statunitense († 1949)
- 29 maggio - Sebastiano Rumor, presbitero, letterato e storico italiano († 1929)
- 30 maggio - Anton Ažbe, pittore sloveno († 1905)
- 31 maggio - Michail Vasil'evič Nesterov, pittore russo († 1942)

## Giugno(42)
- 1º giugno - Simón Iturri Patiño, imprenditore boliviano († 1947)
- 2 giugno - Émile Mâle, storico dell'arte francese († 1954)
- 2 giugno - Julius Tafel, chimico tedesco († 1918)
- 4 giugno - Teresa Claramunt, sindacalista e anarchica spagnola († 1931)
- 4 giugno - Federico Raffaele, zoologo e biologo italiano († 1937)
- 5 giugno - Allvar Gullstrand, oculista svedese († 1930)
- 5 giugno - Ernst Seidler von Feuchtenegg, politico e giurista austriaco († 1931)
- 6 giugno - Henry Newbolt, poeta, scrittore e storico inglese († 1938)
- 6 giugno - Pere Romeu, imprenditore spagnolo († 1908)
- 7 giugno - Fernando Díaz de Mendoza, attore teatrale spagnolo († 1930)
- 7 giugno - Philipp von Lenard, fisico tedesco († 1947)
- 8 giugno - Henri Le Floch, presbitero francese († 1950)
- 8 giugno - Alfred Rordame, violinista statunitense († 1931)
- 9 giugno - Herbert Baker, architetto britannico († 1946)
- 9 giugno - Luigi Trinchero, scultore italiano († 1944)
- 10 giugno - John de Robeck, ammiraglio britannico († 1928)
- 11 giugno - Rodolfo Benini, statistico italiano († 1956)
- 11 giugno - Fernand Courty, astronomo francese († 1921)
- 12 giugno - Philippe Guye, chimico svizzero († 1922)
- 12 giugno - Wilhelm Meyer-Förster, scrittore e commediografo tedesco († 1934)
- 14 giugno - John Joseph Glennon, cardinale e arcivescovo cattolico irlandese († 1946)
- 15 giugno - Frantz Funck-Brentano, storico francese († 1947)
- 15 giugno - Otto Wiener, fisico tedesco († 1927)
- 16 giugno - Olaf Frydenlund, tiratore a segno norvegese († 1947)
- 18 giugno - Alberto Peratoner, chimico italiano († 1925)
- 18 giugno - Carolyn Wells, scrittrice e poetessa statunitense († 1942)
- 19 giugno - Giacinto Ferrero, generale italiano († 1922)
- 19 giugno - Paul Saintenoy, architetto, scrittore e storico dell'architettura belga († 1952)
- 20 giugno - Marco Praga, commediografo e critico teatrale italiano († 1929)
- 21 giugno - Damrong Rajanubhab, politico, militare e storico siamese († 1943)
- 21 giugno - Johannes Schlaf, scrittore tedesco († 1941)
- 22 giugno - Lule Warrenton, attrice e regista statunitense († 1932)
- 23 giugno - Maria de la Paz di Borbone-Spagna, principessa spagnola († 1946)
- 23 giugno - Pietro Farini, politico italiano († 1940)
- 24 giugno - George Herbert, IV conte di Powis, nobile inglese († 1952)
- 27 giugno - May Irwin, attrice e cantante canadese († 1938)
- 28 giugno - Luigi Bignami, arcivescovo cattolico italiano († 1919)
- 28 giugno - George Helmore, rugbista a 15 e crickettista neozelandese († 1922)
- 28 giugno - Hermann Johannes Pfannenstiel, ginecologo tedesco († 1909)
- 28 giugno - Pietro di Kruticy, religioso e santo russo († 1937)
- 29 giugno - Vincenzo Pericoli, prefetto e politico italiano († 1931)
- 29 giugno - Eugenio Rebaudengo, imprenditore e politico italiano († 1944)

## Luglio(46)
- 2 luglio - William Henry Bragg, fisico e chimico britannico († 1942)
- 2 luglio - Christopher Cradock, ammiraglio britannico († 1914)
- 3 luglio - Friedrich Koch, compositore e violoncellista tedesco († 1927)
- 3 luglio - Bolesława Lament, religiosa polacca († 1946)
- 5 luglio - Horatio Caro, scacchista britannico († 1920)
- 5 luglio - George Nuttall, biologo britannico († 1937)
- 7 luglio - Louis Baralis, scultore francese († 1930)
- 7 luglio - Ludwig Fulda, drammaturgo e scrittore tedesco († 1939)
- 7 luglio - Emily Shinner, violinista inglese († 1901)
- 9 luglio - Andrea Niccoli, attore teatrale italiano († 1917)
- 10 luglio - Emma Bardac, francese († 1934)
- 10 luglio - Francesco Lanzoni, storico e presbitero italiano († 1929)
- 10 luglio - Attilio Pusterla, pittore e decoratore italiano († 1941)
- 10 luglio - Helene Schjerfbeck, pittrice finlandese († 1946)
- 13 luglio - Petăr Gudev, politico bulgaro († 1932)
- 13 luglio - Vjačeslav Konstantinovič Romanov, nobile russo († 1879)
- 14 luglio - Alessandro Albicini, politico italiano († 1941)
- 14 luglio - Florence Bascom, geologa e docente statunitense († 1945)
- 14 luglio - Gustav Klimt, pittore austriaco († 1918)
- 15 luglio - Thomas Thynne, V marchese di Bath, politico britannico († 1946)
- 15 luglio - Ernest Troubridge, ammiraglio britannico († 1926)
- 16 luglio - Eduardo Cimbali, giurista italiano († 1934)
- 16 luglio - Giuseppe Pacini, baritono italiano († 1910)
- 16 luglio - Ida B. Wells, attivista, giornalista e sociologa statunitense († 1931)
- 17 luglio - Oscar Levertin, scrittore svedese († 1906)
- 17 luglio - Deva Shamsher Jang Bahadur Rana, politico nepalese († 1914)
- 17 luglio - Franz Servaes, scrittore tedesco († 1947)
- 18 luglio - Napoleone Vittorio Bonaparte, principe francese († 1926)
- 18 luglio - Richard Ranft, pittore, incisore e illustratore svizzero († 1931)
- 18 luglio - Ludwig Schmidt, storico tedesco († 1944)
- 19 luglio - Carlo Centurione Scotto, ingegnere e politico italiano († 1937)
- 19 luglio - Marco Magistretti, presbitero e storico italiano († 1921)
- 22 luglio - Evelyn Baldwin, esploratore statunitense († 1933)
- 22 luglio - Cosmo Duff-Gordon, schermidore britannico († 1931)
- 22 luglio - Charles Léandre, pittore e litografo francese († 1934)
- 23 luglio - Massimiliano Maria di Thurn und Taxis, principe († 1885)
- 26 luglio - George Bruce Cortelyou, politico statunitense († 1940)
- 27 luglio - Miguel Lillo, naturalista argentino († 1931)
- 27 luglio - Johann Puch, ingegnere e imprenditore austriaco († 1914)
- 27 luglio - Arthur Vicars, genealogista inglese († 1921)
- 28 luglio - Arnaldo Bonaventura, musicologo e saggista italiano († 1952)
- 28 luglio - Fritz Syberg, pittore e illustratore danese († 1939)
- 29 luglio - Eduard Brückner, geografo, meteorologo e climatologo tedesco († 1927)
- 29 luglio - Robert Lewis Reid, pittore statunitense († 1929)
- 30 luglio - Nikolaj Nikolaevič Judenič, generale e politico russo († 1933)
- 31 luglio - Hans von Voltelini, giurista e storico austriaco († 1938)

## Agosto(46)
- 1º agosto - M. R. James, scrittore, storico e medievista britannico († 1936)
- 2 agosto - Duncan Campbell Scott, scrittore canadese († 1947)
- 3 agosto - Oswald Külpe, psicologo tedesco († 1915)
- 3 agosto - Mary Wyndham, nobildonna inglese († 1937)
- 4 agosto - Gustav von Seyffertitz, attore e regista tedesco († 1943)
- 5 agosto - Joseph Merrick, inglese († 1890)
- 6 agosto - Armand Rassenfosse, incisore, disegnatore e pittore belga († 1934)
- 6 agosto - Marcus Ravenswaaij, tiratore a segno olandese († 1919)
- 6 agosto - Elizabeth Robbins, scrittrice, attrice e drammaturga statunitense († 1952)
- 7 agosto - Paul Auguste Danguy, botanico francese († 1942)
- 7 agosto - Henri Le Sidaner, pittore francese († 1939)
- 7 agosto - Vittoria di Baden, regina († 1930)
- 9 agosto - Fortunato de Santa, vescovo cattolico italiano († 1938)
- 10 agosto - Saliha Sultan, principessa ottomana († 1941)
- 10 agosto - Fermo Zannoni, scacchista e medico italiano († 1896)
- 11 agosto - David Henderson, generale scozzese († 1921)
- 11 agosto - Carrie Jacobs-Bond, cantautrice, pianista e cantante statunitense († 1946)
- 12 agosto - Giacomo Ferretti, dirigente d'azienda e politico italiano († 1944)
- 12 agosto - John C. Lodge, politico statunitense († 1950)
- 12 agosto - Paul Hermann Wilhelm Taubert, botanico tedesco († 1897)
- 13 agosto - Mabel Grouitch, archeologa e filantropa statunitense († 1956)
- 13 agosto - Nino Ilari, poeta, drammaturgo e giornalista italiano († 1936)
- 15 agosto - Alice Montagu, nobildonna inglese († 1957)
- 16 agosto - Amos Alonzo Stagg, giocatore di football americano, cestista e allenatore di football americano statunitense († 1965)
- 18 agosto - Frederic Cayley Robinson, pittore inglese († 1927)
- 18 agosto - Pietro Lanza di Trabia, nobile e politico italiano († 1929)
- 19 agosto - Maurice Barrès, scrittore e politico francese († 1923)
- 20 agosto - Lee Carleton, golfista statunitense († 1921)
- 20 agosto - Paul Stäckel, matematico tedesco († 1919)
- 21 agosto - Burr McIntosh, attore, scrittore e fotografo statunitense († 1942)
- 21 agosto - Emilio Salgari, scrittore italiano († 1911)
- 22 agosto - Ivan Clustine, coreografo russo († 1941)
- 22 agosto - Claude Debussy, compositore e pianista francese († 1918)
- 22 agosto - Giovanni Villa, avvocato e politico italiano († 1930)
- 24 agosto - Roberto Marcolongo, matematico e fisico italiano († 1943)
- 25 agosto - Luis Arana, politico spagnolo († 1951)
- 25 agosto - Louis Barthou, politico francese († 1934)
- 25 agosto - Sergej Aleksandrovič Nilus, scrittore russo († 1929)
- 27 agosto - Abram Efimovič Archipov, pittore russo († 1930)
- 28 agosto - Madho Singh II, principe indiano († 1922)
- 28 agosto - Gustave Zidler, insegnante e poeta francese († 1936)
- 29 agosto - Pavel Pavlovič Bobrov, giornalista, compositore di scacchi e damista russo († 1911)
- 29 agosto - Andrew Fisher, politico scozzese († 1928)
- 29 agosto - Fred Huntley, attore e regista inglese († 1931)
- 29 agosto - Maurice Maeterlinck, poeta, drammaturgo e saggista belga († 1949)
- 30 agosto - John Brodie, calciatore inglese († 1925)

## Settembre(51)
- 1º settembre - Adolphe Appia, scenografo svizzero († 1928)
- 1º settembre - Nitobe Inazō, politico, diplomatico e educatore giapponese († 1933)
- 2 settembre - Alphons Diepenbrock, compositore olandese († 1921)
- 2 settembre - Heinrich Knirr, pittore tedesco († 1944)
- 5 settembre - Denis St. George Daly, giocatore di polo irlandese († 1942)
- 8 settembre - Mariano Benlliure, scultore spagnolo († 1947)
- 9 settembre - Léon Boëllmann, organista e compositore francese († 1897)
- 9 settembre - Maurice Eliot, pittore, incisore e illustratore francese († 1945)
- 9 settembre - Giovanni Rosadi, politico e avvocato italiano († 1925)
- 10 settembre - Hans von Flotow, diplomatico tedesco († 1935)
- 10 settembre - Frank Muller, astronomo statunitense († 1917)
- 10 settembre - Saffi di Perlis, sovrano malese († 1904)
- 11 settembre - Frank Beal, regista, attore e sceneggiatore statunitense († 1934)
- 11 settembre - Julian Byng, I visconte Byng di Vimy, generale britannico († 1935)
- 11 settembre - Cecilia Cavendish-Bentinck, nobildonna britannica († 1938)
- 11 settembre - Augustin Henninghaus, missionario e vescovo cattolico tedesco († 1939)
- 11 settembre - O. Henry, scrittore statunitense († 1910)
- 12 settembre - Paul Chrétien, generale francese († 1948)
- 14 settembre - Antonino Cascino, generale italiano († 1917)
- 14 settembre - Prosper Charbonnier, fisico francese († 1936)
- 14 settembre - Eugen Ehrlich, sociologo austriaco († 1922)
- 14 settembre - Giulio Salvadori, poeta e critico letterario italiano († 1928)
- 15 settembre - Franz von Keil, ammiraglio austriaco († 1945)
- 15 settembre - Friedrich von Lindequist, politico tedesco († 1945)
- 16 settembre - Salusbury Mellor, velista britannico († 1917)
- 17 settembre - Jean de Madre, giocatore di polo francese († 1934)
- 18 settembre - Maria Teresa d'Asburgo-Lorena, nobile († 1933)
- 18 settembre - George Osborne, X duca di Leeds, nobile e politico inglese († 1927)
- 18 settembre - Aleksandr Fëdorovič Trepov, politico russo († 1928)
- 18 settembre - Camille Van Ronslé, missionario e vescovo cattolico belga († 1938)
- 19 settembre - Adeline De Walt Reynolds, attrice statunitense († 1961)
- 19 settembre - Arvid Lindman, politico svedese († 1936)
- 20 settembre - Frederick T. Haneman, scrittore statunitense († 1950)
- 20 settembre - Eustaquio Ilundáin y Esteban, cardinale e arcivescovo cattolico spagnolo († 1937)
- 20 settembre - Robert A. King, compositore e paroliere statunitense († 1932)
- 20 settembre - Luigi Paulini, vescovo cattolico italiano († 1945)
- 20 settembre - Christopher de Paus, collezionista d'arte e filantropo norvegese († 1943)
- 20 settembre - Arnaldo Zocchi, scultore italiano († 1940)
- 21 settembre - Giovanni Camera, politico e avvocato italiano († 1929)
- 21 settembre - Maurice Chabas, pittore francese († 1947)
- 23 settembre - Denis Auguste Duchêne, generale francese († 1950)
- 23 settembre - Ada Mangilli, pittrice italiana († 1935)
- 23 settembre - Camilla Del Soldato, scrittrice e traduttrice italiana († 1940)
- 24 settembre - Secondo Achino, generale italiano († 1918)
- 25 settembre - Billy Hughes, politico australiano († 1952)
- 26 settembre - Arthur Bowen Davies, pittore statunitense († 1928)
- 26 settembre - Victor Delbos, filosofo e storico della filosofia francese († 1916)
- 26 settembre - Adriano Issel, militare italiano († 1895)
- 27 settembre - Louis Botha, politico boero († 1919)
- 27 settembre - Edoardo Gioja, pittore, decoratore e fotografo italiano († 1937)
- 27 settembre - Auguste François-Marie Gorguet, pittore, incisore e illustratore francese († 1927)

## Ottobre(44)
- 1º ottobre - Esther Boise Van Deman, archeologa statunitense († 1937)
- 2 ottobre - Justus D. Barnes, attore statunitense († 1946)
- 2 ottobre - Angelo Bosi, militare italiano († 1915)
- 3 ottobre - Giacomo Lombardi, missionario italiano († 1934)
- 3 ottobre - Norval MacGregor, regista, attore e produttore cinematografico statunitense († 1933)
- 3 ottobre - Andrew Jackson Montague, politico statunitense († 1937)
- 3 ottobre - Alice Bolingbroke Woodward, artista inglese († 1951)
- 4 ottobre - Ferruccio Chemello, architetto italiano († 1943)
- 4 ottobre - Nripendra Narayan, indiano († 1911)
- 4 ottobre - Johanna Bonger, pittrice olandese († 1925)
- 5 ottobre - Giovanni Alessio, avvocato e politico italiano († 1917)
- 5 ottobre - Wilhelm Solf, politico e diplomatico tedesco († 1936)
- 6 ottobre - Ludwig Sebastian, vescovo cattolico tedesco († 1943)
- 8 ottobre - Emil von Sauer, pianista e compositore tedesco († 1942)
- 9 ottobre - Fatma Aliye Topuz, scrittrice turca († 1936)
- 10 ottobre - Arthur De Greef, pianista e compositore belga († 1940)
- 10 ottobre - Ada Leverson, scrittrice inglese († 1933)
- 12 ottobre - Theodor Boveri, biologo tedesco († 1915)
- 13 ottobre - John Commons, economista statunitense († 1945)
- 13 ottobre - Richard James Horatio Gottheil, ebraista statunitense († 1936)
- 13 ottobre - Mary Kingsley, scrittrice, etnologa e africanista britannica († 1900)
- 14 ottobre - Aleksandr Ivanovič Gučkov, politico russo († 1936)
- 15 ottobre - Enrico Clerici, mineralogista italiano († 1938)
- 15 ottobre - Léon Sazie, romanziere, giornalista e drammaturgo francese († 1939)
- 16 ottobre - Jan Kanty Steczkowski, politico e economista polacco († 1929)
- 17 ottobre - İbrahim Hakkı Pascha, politico e ambasciatore ottomano († 1918)
- 18 ottobre - Henry Leaf, tennista britannico († 1931)
- 19 ottobre - Pierre-Thiébaut-Charles-Maurice Janin, generale francese († 1946)
- 19 ottobre - Auguste e Louis Lumière, regista e inventore francese († 1954)
- 21 ottobre - Maironis, poeta, presbitero e teologo lituano († 1932)
- 22 ottobre - Salvador Abril y Blasco, pittore spagnolo († 1924)
- 22 ottobre - Norman Staunton Dike, politico, avvocato e giudice statunitense († 1953)
- 24 ottobre - Daniel Swarovski, imprenditore e inventore austriaco († 1956)
- 25 ottobre - Giuseppe Bastianelli, medico italiano († 1959)
- 25 ottobre - Luigi Tiscornia, militare e politico italiano († 1950)
- 26 ottobre - Luigi Montresor, politico e dirigente d'azienda italiano († 1948)
- 26 ottobre - Hilma af Klint, pittrice svedese († 1944)
- 28 ottobre - Alcibiade Bertolotti, ingegnere e giornalista italiano († 1957)
- 28 ottobre - Riccardo Dalla Volta, economista italiano († 1944)
- 28 ottobre - Earl Douglass, paleontologo statunitense († 1931)
- 28 ottobre - Hendrik Thyssen, compositore e direttore d'orchestra olandese († 1926)
- 30 ottobre - Nullo Baldini, politico e sindacalista italiano († 1945)
- 30 ottobre - Eugenio Cisterna, pittore italiano († 1933)
- 30 ottobre - Friedrich Meinecke, storico tedesco († 1954)

## Novembre(52)
- 3 novembre - Tommaso Dal Pozzo, ceramista, pittore e storico dell'arte italiano († 1906)
- 3 novembre - Henry George Jr., politico statunitense († 1916)
- 4 novembre - Eden Phillpotts, scrittore e drammaturgo inglese († 1960)
- 4 novembre - Rasmus Rasmussen, attore norvegese († 1932)
- 5 novembre - Alexandre Bigot, ceramista francese († 1927)
- 5 novembre - Ol'ga Nikolaevna Figner, rivoluzionaria russa († 1919)
- 6 novembre - Emilio Tiraboschi, medico italiano († 1913)
- 7 novembre - Grégoire Le Roy, scrittore e pittore belga († 1941)
- 8 novembre - Andrés Héctor Carvallo, politico paraguaiano († 1934)
- 8 novembre - Signe Hornborg, architetto finlandese († 1916)
- 8 novembre - James Edward Sullivan, dirigente sportivo e scrittore statunitense († 1914)
- 9 novembre - Alfonso Carinci, arcivescovo cattolico italiano († 1963)
- 9 novembre - Gigo Gabashvili, pittore georgiano († 1936)
- 11 novembre - Tommaso Accurti, bibliografo e presbitero italiano († 1946)
- 11 novembre - Rudolf Koechlin, mineralogista austriaco († 1939)
- 12 novembre - Angelo Gagliano, mafioso italiano († 1930)
- 12 novembre - Maria Domenica Mantovani, religiosa italiana († 1934)
- 12 novembre - Theodor Ziehen, neurologo, psichiatra e filosofo tedesco († 1950)
- 14 novembre - Dino Mantovani, scrittore e critico letterario italiano († 1913)
- 14 novembre - George Washington Vanderbilt II, collezionista d'arte statunitense († 1914)
- 14 novembre - Şehzade Mahmud Celaleddin, principe ottomano († 1888)
- 15 novembre - Adolf Bartels, scrittore, critico letterario e storico tedesco († 1945)
- 15 novembre - Gerhart Hauptmann, poeta, drammaturgo e romanziere tedesco († 1946)
- 16 novembre - Ida Gibbs, docente e attivista statunitense († 1957)
- 16 novembre - Gabriel Llompart y Jaume Santandreu, vescovo cattolico spagnolo († 1928)
- 16 novembre - Jacques Rouché, direttore teatrale francese († 1957)
- 17 novembre - Aylmer Haldane, generale britannico († 1950)
- 19 novembre - Umberto Fadini, generale italiano († 1918)
- 19 novembre - George Rous, III conte di Stradbroke, nobile e ufficiale inglese († 1947)
- 20 novembre - Walter Congreve, generale britannico († 1927)
- 20 novembre - Georges Palante, sociologo, filosofo e insegnante francese († 1925)
- 20 novembre - Edvard Westermarck, antropologo e filosofo finlandese († 1939)
- 21 novembre - Charles Charlemont, artista marziale francese († 1942)
- 21 novembre - John Paul Goode, cartografo statunitense († 1932)
- 21 novembre - Giovanni Oberti, vescovo cattolico italiano († 1942)
- 21 novembre - Ernesto Giacomo Parodi, scrittore, letterato e filologo italiano († 1923)
- 21 novembre - Luigi Parpagliolo, scrittore e naturalista italiano († 1953)
- 22 novembre - Camille Enlart, archeologo e storico dell'arte francese († 1927)
- 22 novembre - Warwick Goble, illustratore britannico († 1943)
- 22 novembre - Vincenzo Reina, matematico e geodeta italiano († 1919)
- 23 novembre - Théo van Rysselberghe, pittore belga († 1926)
- 23 novembre - Salvador Viniegra, pittore spagnolo († 1915)
- 24 novembre - Konrad Krafft von Dellmensingen, generale tedesco († 1953)
- 24 novembre - Daisy de Lawayss († 1871)
- 26 novembre - Aurel Stein, archeologo britannico († 1943)
- 27 novembre - Franz Xaver Kugler, chimico, matematico e assiriologo tedesco († 1929)
- 28 novembre - Maria Antonia di Braganza, duchessa portoghese († 1959)
- 28 novembre - Henry McMahon, militare britannico († 1949)
- 29 novembre - Gustav von Kahr, politico e avvocato tedesco († 1934)
- 29 novembre - Friedrich Klose, compositore tedesco († 1942)
- 29 novembre - Otis Turner, regista, sceneggiatore e produttore cinematografico statunitense († 1918)
- 30 novembre - Eustachio Chita, brigante italiano († 1896)

## Dicembre(41)
- 2 dicembre - Hugo von Steiner, violista e compositore austriaco († 1942)
- 3 dicembre - Jules Renkin, politico belga († 1934)
- 4 dicembre - Joseph Howard, politico maltese († 1925)
- 5 dicembre - William Walker Atkinson, giurista e filosofo statunitense († 1932)
- 5 dicembre - Nicolae Filipescu, politico romeno († 1916)
- 6 dicembre - Nick Ross, calciatore scozzese († 1894)
- 7 dicembre - Paul Adam, scrittore francese († 1920)
- 7 dicembre - Henry Augustus Pilsbry, biologo statunitense († 1957)
- 8 dicembre - Concepción Cabrera de Armida, scrittrice e mistica messicana († 1937)
- 8 dicembre - Georges Feydeau, drammaturgo francese († 1921)
- 9 dicembre - Ernest de Chamaillard, pittore francese († 1931)
- 9 dicembre - Karel Kovařovic, compositore e direttore d'orchestra ceco († 1920)
- 10 dicembre - Luigi Saraceni, avvocato e politico italiano († 1929)
- 11 dicembre - Karl Diener, alpinista, geologo e paleontologo austriaco († 1928)
- 12 dicembre - Cao Kun, generale e politico cinese († 1938)
- 12 dicembre - André Fauquet-Lemaître, giocatore di polo francese († 1943)
- 12 dicembre - Pietro di Borbone-Spagna, nobile spagnolo († 1892)
- 12 dicembre - Georg Salwe, scacchista polacco († 1920)
- 12 dicembre - Paul von Rohden, insegnante tedesco († 1939)
- 13 dicembre - Joseph Bruce Ismay, imprenditore britannico († 1937)
- 14 dicembre - Antonio Cervi, giornalista italiano († 1923)
- 15 dicembre - Jack, pugile irlandese († 1895)
- 15 dicembre - Maurice Gaudefroy-Demombynes, orientalista, arabista e islamista francese († 1957)
- 15 dicembre - Semën Nadson, poeta russo († 1887)
- 16 dicembre - John Fox Jr., giornalista e scrittore statunitense († 1919)
- 16 dicembre - George Hume, compositore di scacchi britannico († 1936)
- 18 dicembre - Carlo Petitti di Roreto, generale italiano († 1933)
- 18 dicembre - Ulrich Wilcken, storico e papirologo tedesco († 1944)
- 19 dicembre - Vittorio Cian, critico letterario e politico italiano († 1951)
- 20 dicembre - Washington Lindsey, politico e avvocato statunitense († 1926)
- 22 dicembre - Walter Samuel Goodland, politico statunitense († 1947)
- 22 dicembre - Robert Hotung, imprenditore e filantropo cinese († 1956)
- 22 dicembre - Jean Hyacinthe Vincent, docente e medico francese († 1950)
- 22 dicembre - Connie Mack, giocatore di baseball e allenatore di baseball statunitense († 1956)
- 23 dicembre - Eugenio Beccegato, vescovo cattolico italiano († 1943)
- 23 dicembre - Henri Pirenne, medievista belga († 1935)
- 24 dicembre - Adolfo Mabellini, bibliotecario e letterato italiano († 1939)
- 25 dicembre - Raoul de Boigne, tiratore a segno francese († 1949)
- 26 dicembre - Aleksandr Valentinovič Amfiteatrov, scrittore russo († 1938)
- 28 dicembre - Christina Broom, fotografa scozzese († 1939)
- 28 dicembre - Jules Bury, tiratore a segno belga

## Senza giorno specificato(74)
- Santeri Alkio, scrittore e politico finlandese († 1930)
- Marie-Henry Andoyer, astronomo e matematico francese († 1929)
- Teresa Arkel, soprano austriaca († 1929)
- Philipp August Becker, filologo tedesco († 1947)
- Alceste Borella, editore e imprenditore italiano († 1910)
- Marthe Brandés, attrice teatrale francese († 1930)
- Venturino Camaiti, scrittore e poeta italiano († 1933)
- Albert Campbell, fisico britannico († 1954)
- François-Rupert Carabin, scultore francese († 1932)
- Giuseppe Cavagnari, giornalista, poeta e scrittore italiano († 1940)
- Anastasios Charalambis, politico greco († 1949)
- Billy Clanton, pistolero statunitense († 1881)
- Edith Cooper, scrittrice e poetessa inglese († 1913)
- Carlo Angelo Crova, ingegnere e dirigente pubblico italiano († 1922)
- Vittorio Cuccuini Nannelli, artigiano italiano († 1906)
- Alexandru Davila, scrittore, diplomatico e giornalista rumeno († 1929)
- Eugène Demolder, scrittore belga († 1919)
- Eugenio Di Maria, militare italiano († 1916)
- Louis Dubreuilh, politico francese († 1924)
- James T. Ellison, criminale statunitense
- Ismail Mire Elmi, poeta e militare somalo († 1950)
- Wallace Erskine, attore inglese († 1943)
- Giovanni Falorni, compositore e direttore di banda italiano († 1944)
- Raimundo de Farias Brito, filosofo brasiliano († 1917)
- Mattie Ferguson, attrice teatrale statunitense († 1929)
- Filizten Hanim, ottomana († 1945)
- Giuseppe Gambogi, scultore italiano († 1938)
- Lorenzo Gignous, pittore italiano († 1958)
- Daria Harjevschi, bibliotecaria rumena († 1934)
- Havelock Hudson, militare britannico († 1944)
- Georges Louis Humbert, generale francese († 1921)
- Jack Humble, dirigente sportivo e calciatore inglese († 1931)
- Radó von Kövesligethy, fisico ungherese († 1934)
- Henri Lammens, orientalista, arabista e islamista belga († 1937)
- George W. Lederer, regista, produttore cinematografico e attore statunitense († 1938)
- August Lemmer, pittore tedesco († 1933)
- Vittorio Leone, canottiere italiano († 1929)
- Henry Lindlahr, medico statunitense († 1924)
- Stefano Lombardi, generale italiano († 1925)
- Kasimir von Lütgendorf, generale austro-ungarico († 1958)
- Rodolfo Majocchi, presbitero e storico italiano († 1924)
- Pietro Maldotti, religioso e missionario italiano († 1939)
- Bernard Maybeck, architetto francese († 1957)
- Cesare Mazzoni, avvocato e imprenditore italiano († 1915)
- Billy McWha, calciatore nordirlandese († 1886)
- Carlo Merkel, storico italiano († 1899)
- Salvatore Misdea, militare italiano († 1884)
- Émile-René Ménard, pittore francese († 1930)
- Luigi Orlando, ingegnere italiano († 1933)
- Giovanni Paciarelli, architetto italiano († 1929)
- Giuseppe Palermo, mafioso italiano
- Paul Parquet, profumiere francese († 1912)
- Zeki Pascià, militare ottomano († 1943)
- Albert Pontremoli, collezionista d'arte, avvocato e magistrato francese († 1923)
- Mary Proctor, scrittrice e docente statunitense († 1957)
- Ettore Sanfelice, poeta, traduttore e drammaturgo italiano († 1923)
- Albert von Schrenck-Notzing, psicologo tedesco († 1929)
- Marcel Sembat, giornalista e politico francese († 1922)
- Walter Shaw Sparrow, scrittore britannico († 1940)
- Movses Silikyan, generale armeno († 1937)
- Francesco Stella, pittore, scenografo e decoratore italiano († 1940)
- Giovanni Antonio Stuardi, scultore italiano († 1938)
- Regina Terruzzi, scrittrice e attivista italiana († 1951)
- John Thomson, politico australiano († 1934)
- Nemesio Trejo, drammaturgo argentino († 1916)
- Gottardo Valentini, pittore e decoratore italiano († 1932)
- Emilio Vasarri, pittore italiano († 1928)
- Giuseppe Vizzotto Alberti, pittore italiano († 1931)
- Ernest Walter Histed, fotografo britannico († 1947)
- Ugyen Wangchuck, re bhutanese († 1926)
- Wilhelm Weinberg, medico tedesco († 1937)
- Henrik Wigström, orafo finlandese († 1923)
- Yang Shaohou, artista marziale cinese († 1930)
- Giacomo Zilocchi, scultore italiano († 1943)